# 張芝馨
張芝馨（？—1786年），清朝官員，本籍直隸南皮。

## 生平
1786年，張芝馨前往台灣擔任台灣府淡水廳竹塹巡檢，統轄今台北至彰化一帶之北中台灣軍政。同年，鎮守淡水城（今台灣新竹城）的他殉職於林爽文民變。